# وحدة التحليل
وحدة التحليل (بالإنجليزية: Unit of analysis)‏ هي الكيان الرئيسي الذي يتم تحليله في الدراسة. وهي عبارة عن «ما» أو «من» تتم دراسته. في أبحاث العلوم الاجتماعية، تشمل وحدات التحليل النموذجية الأفراد (الأكثر شيوعًا) والمجموعات والمنظمات الاجتماعية والنتاج الاجتماعي.
يعتبر أدب العلاقات الدولية بمثابة مثال جيد لوحدة التحليل. في كتابه «الإنسان والدولة والحرب»، أنشأ كينيث نيل والتز تحليلاً ثلاثيًا بثلاث وحدات تحليل مختلفة: الإنسان (فرد)، والدولة (مجموعة)، والنظام الدولي (النظام الذي تتفاعل بداخله المجموعات).
ولا ينبغي الخلط بين وحدة التحليل ووحدة الرصد، وهي الوحدة التي يتم جمع البيانات بالاعتماد عليها (بيانات عن الأحياء السكنية باستخدام تعداد الولايات المتحدة، أو عن الأفراد باستخدام الاستطلاعات، وما إلى ذلك). على سبيل المثال، قد يكون لدراسة وحدة رصد على مستوى الفرد ولكن قد يكون لها وحدة تحليل على مستوى الحي السكني، لاستخلاص استنتاجات بشأن خصائص الحي السكني من البيانات التي تم جمعها من الأفراد.

## وصلات خارجية
- وحدة التحليل (بالإنجليزية)
- اختيار وحدة التحليل (بالإنجليزية)